# Коннертон, Пол
Пол Коннертон (англ. Paul Connerton) — социолог, профессор социальной антропологии Кембриджского университета.
Его значительным вкладом в развитие культурно-антропологических исследований стала книга «Как общества Помнят» (How Societies Remember) (1989), которая возобновила обсуждение феномена коллективной памяти (начатое Морисом Хальбваксом и др.).

## Концепция общественной памяти
Общественная память, в концепции Коннертона, включает телесные практики, которые проявляются в одежде, привычках, традициях, ритуалах и других практиках, определённых общественной договоренности. Ключевой позицией в концепции ученого, своеобразным лейтмотивом всей работы возникает концепция «памяти-привычки».
Коннертон обращается к теме церемоний чествования памяти, ибо, как он подчеркивает, в них ярко проявляется «телесный компонент». По его мнению, социальная память является нам именно в таких церемониях — церемониях, где репрезентация предстает в полный рост. Кроме того, замечает исследователь, церемонии чествования памяти характеризуются перформативностью, то есть свойством быть разыгранными в форме действа. А перформативная память является памятью тела. Поэтому в последней части он останавливается на «вопросе» тела — телесных практиках и техниках тела, акцентируя внимание на том, что они невидимо для нас структурируют и легитимизируют наш социальный и культурный опыт.
Коннертон концентрирует внимание именно на памяти, общей памяти о прошлом и своеобразной «механике» передачи, ибо память — коллективная память, социальная память или память индивидуальная — и делает нас с вами тем, чем мы являемся, выстраивая нашу идентичность и определяя нашу принадлежность к определённой общности — группы, общины, города, нации, страны.

### Научные труды
- «How Societies Remember»
- «Critical Sociology: Selected Readings»
- «How Modernity Forgets»
- «The Tragedy of Enlightenment: An Essay on the Frankfurt School»
- «The Spirit of Mourning: History, Memory and the Body»